# Le Médianoche amoureux
Le Médianoche amoureux est un recueil de nouvelles de Michel Tournier, paru en 1989. Il obtient le Prix Grinzane Cavour en 1991.

## Contenu
Il s'agit d'un recueil de contes et de nouvelles à la manière du Décaméron de Boccace puisque chacun des convives du médianoche (repas de minuit) doit raconter une histoire vraie ou imaginaire sur le thème du double ou de la répétition. 